# کیامحله (طالقان)
کیامحله روستایی از توابع بخش مرکزی شهرستان طالقان در استان البرز ایران است. زبان اهالی کیامحله تاتی است.

## جمعیت
این روستا در دهستان بالاطالقان قرار دارد و براساس سرشماری مرکز آمار ایران در سال ۱۳۸۵، جمعیت آن ۳۱ نفر (۵خانوار) بوده‌است.